# لوف سنتنيسي
لوف سنتنيسي (الاسم العلمي:Arum sintenisii) هو نوع من النباتات يتبع جنس اللوف من الفصيلة اللوفية.